# Dans ma rue
Dans ma rue est une émission de télévision québécoise diffusée du 11 juillet au 31 octobre 1961 à la Télévision de Radio-Canada. Elle est du type documentaire dramatisée.

## Synopsis
Des comédiens incarnent des personnages qui auront des situations à animer, une action et un texte à présenter. Mais une grande latitude leur sera laissée et, à diverses reprises, seul un « canevas » leur servira de point de repère. Surtout lorsqu'un invité se mêlera à eux.

## Fiche technique
- Scénarisation et réalisation : Guy Parent
- Société de production : Société Radio-Canada

## Distribution
- Jacques Auger
- J. Adjutor Bourré
- Roland Chenail
- Pierre De Lean
- Colette Dorsay
- Pat Gagnon
- Ernest Guimond
- Monique Joly
- Gaétan Labrèche
- Robert Mallette
- Gérard Poirier